# One Night Only with Ricky Martin
One Night Only with Ricky Martin (также известен как Una Noche con Ricky Martin) — всемирный концертный тур пуэрто-риканского певца Рики Мартина в поддержку его альбома 2005 года Life. Тур посетил Америки, Европу, Азию и Африку.

## О туре
Рики Мартин начал свой тур 15 ноября 2005 г. в Мексике. Он побывал в десяти странах за четыре недели, включая Бразилию и Аргентину.
Тур продолжился в США в начале 2006 г. Он начался 15 января 2006 г. в Эль-Пасо и посетил многие престижные места. Мартин выступил в общей сложности на 20 аншлаговых концертах в 18 американских городах, закончив тур в феврале 2006 г. с двумя шоу в его родной стране Пуэрто-Рико.
Европейская часть началась 21 апреля 2006 г. в Манчестере, Англия, продолжив выступления в Лондоне, Италии, Финляндии и Франции среди прочих. Тур закончился на Среднем Востоке с концертами в Ливане, Египте и Израиле. Шоу в Италии и Финляндии были распроданы за два часа. К тому же Мартин выступил на «World Cup Fan Party» в Берлине у Бранденбургских ворот 7 июня 2006 г.
MTV выпустил в эфир MTV Diary: Ricky Martin в ноябре 2006 г., показав сцены из тура перед выходом и на сцене.

## Сет-лист
1. «Til I Get to You»
2. «Por Arriba, Por Abajo»
3. «Qué Más Da»
4. «Bella»
5. «Livin' la Vida Loca»
6. «Corazonado»
7. «Jaleo»
8. «Fuego Contra Fuego»
9. «Tal Vez»
10. «Lola, Lola»
11. «Perdido Sin Tí»
12. «El Amor de Mi Vida»
13. «Te Extraño, Te Olvido, Te Amo»
14. «I Don’t Care»
15. «La Bomba»
16. «María»
17. «La Copa de la Vida»
18. «Vuelve»
19. «Drop It on Me»